# Кастеллио, Себастьян
Себастьян Кастеллио (Sebastian Castellio, также встречаются варианты произношения фамилии Шатильон, Кастеллион и Кастелло, 1515, Сен-Мартен-дю-Френ, Савойя — 29 декабря 1563, Базель) — французский проповедник и теолог, один из первых протестантских идеологов свободы совести. Идеологический противник Кальвина.

## Детство и юность
Кастеллио родился в 1515 году в деревне Сен-Мартен-дю-Френ в Савойе, около границы с Францией и Швейцарией. Получил образование в Лионском университете, где выучил латынь, древнегреческий и древнееврейский языки (он говорил по-французски и по-итальянски). Впоследствии он также выучил немецкий и писал на нём богословские сочинения. Кастеллио считался одним из самых образованных людей своего времени.
Сам Кастеллио позже писал, что на него сильное впечатление произвело сожжение еретиков в Лионе инквизицией, и в 24 года он решил примкнуть к идеям Реформации. Весной 1540 года Кастеллио покинул Лион и стал протестантским проповедником.

## Начало карьеры
Из Лиона Кастеллио отправился в Страсбург, где встретился с Жаном Кальвином, произведя на последнего сильное впечатление, так что Кальвин, вернувшись в Женеву, предложил Кастеллио в 1542 году должность ректора Женевского коллежа. Он также стал проповедником в Вандёвре, пригороде Женевы.
Не в последнюю очередь из-за близости к Кальвину, Себастьян Кастеллио пользовался уважением в среде протестантских богословов. В 1542 году он опубликовал своё первое сочинение, «Четыре книги церковных диалогов», по-латыни и по-французски. Совет города Женева за выдающуюся работу рекомендовал назначить Кастеллио постоянным проповедником в Вандёвре.
В 1544 году отношения Кальвина и Кастеллио существенно ухудшились. Кастеллио решил перевести Библию на французский и обратился к Кальвину за поддержкой. Тот, однако, уже поддержал французский перевод Библии, выполненный своим двоюродным братом Пьером Робером Оливетаном, и отказал Кастеллио. Конфликт ещё более обострился, когда Кастеллио публично заявил, что женевское духовенство должно перестать преследовать тех, кто не согласен с ними в интерпретации Библии. Вскоре после этого Кальвин обвинил его в подрыве престижа церкви. Кастеллио вынужден был оставить пост ректора и место проповедника в Вандёвре. Предполагая, что обвинения Кальвина на этом не закончатся, он потребовал письмо о том, что он добровольно ушёл со своих постов, и на этих постах не совершал злоупотреблений. Письмо было ему предоставлено.
В течение нескольких следующих лет Кастеллио должен был содержать семью, не имея постоянного заработка. Он рыл канавы, работал корректором в базельской типографии, работал частным учителем и переводчиком.

## Базель и конфликт с Кальвином
В августе 1553 года Кастеллио был назначен магистром искусств в Базельском университете.
В октябре 1553 года в Женеве врач и теолог Мигель Сервет был сожжён на костре по обвинению в ереси и богохульстве. Большая часть протестантских богословов, включая Меланхтона, поддержала казнь, но многие также высказались, публично или в частном порядке, против неё. Так, синоды Цюриха и Шаффхаузена восприняли сообщение о казни Сервета без энтузиазма. Кастеллио занял крайнюю позицию, объявив, что он считает казнь убийством.
Защищаясь от критики, Кальвин в феврале 1554 года опубликовал трактат «Defensio orthodoxae fidei de sacra Trinitate» («Защита ортодоксальной веры в Святую Троицу»), в которой обосновывал необходимость казни Сервета как антитринитария. Через три месяца в ответ Кастеллио написал большую часть памфлета «De haereticis, an sint persequendi» («Следует ли преследовать еретиков»). Трактат был подписан именем "Базиль Монфор" (Basil Montfort), а местом издания числился Магдебург. Весь памфлет был издан под псевдонимом "Мартин Беллий" (Martinus Bellius), издание оплачено итальянцем Бернардино Бонифацио, а тираж напечатала базельская типография Иоганна Опорина. Предполагается, что соавторами памфлета были Лелио Соццини и Селио Секондо Курионе. Основываясь на учении отцов церкви, а также на словах самого Кальвина, Кастеллио аргументировал, что бороться с ересью следует при помощи аргументов, а не при помощи преследований и казней. Он также выступил против единоличной интерпретации Кальвином Библии, заключив, что еретик — тот, кто не согласен с другими в интерпретации Священного Писания. Фактически памфлет был одним из первых сочинений в защиту свободы совести.
Кастеллио также защищал идеи минимального вмешательства государства в дела граждан, отделения церкви от государства, а также выступал против теократии.
Себастьян Кастеллио умер в Базеле 29 декабря 1563 года. Его оппоненты вынули его тело из могилы, сожгли и развеяли пепел по ветру. Его ученики воздвигли мемориальный памятник, от которого сохранилась лишь табличка.